# محمد عمر عبد الرحمن
محمد عمر عبد الرحمن هو ابن الشيخ عمر عبد الرحمن، كان محتجزًا في أحد المواقع السرية التابعة لوكالة المخابرات المركزية الأمريكية، يعرف أيضًا باسم أسد الله،

 تسببت رسالة أرسلها إلى خالد شيخ محمد في القبض على خالد. ذكرت هيومن رايتس ووتش أنه اُعتقل في فبراير 2003 في كويتا في باكستان. ثم تم تسليمه إلى مصر في 2010.
في 9 ديسمبر 2014، أصدرت لجنة الاستخبارات في مجلس الشيوخ الأمريكي تقرير سري من 600 صفحة مخلصًا لتقرير أخر من 6000 صفحة عن استخدام وكالة الاستخبارات المركزية لأساليب التعذيب. وذكر التقرير تعرض أسد الله لأساليب التعذيب المختلفة من استخدام الغمر بالمياه، والتعري القسري، وضيق المحبس.